# Échenilleur à épaulettes rouges
Campephaga phoenicea
Espèce
Statut de conservation UICN

 LC  : Préoccupation mineure
L’Échenilleur à épaulettes rouges (Campephaga phoenicea) est une espèce d’oiseaux de la famille des Campephagidae.
Selon la classification de référence du Congrès ornithologique international (15.1, 2025) c'est une espèce monotypique.

## Répartition
Son aire s'étend essentiellement à travers le Soudan (région).

## Confusion possible
Le mâle adulte ressemble au carouge à épaulettes, une espèce nord-américaine.

Planches zoologiques pour comparer les deux espèces
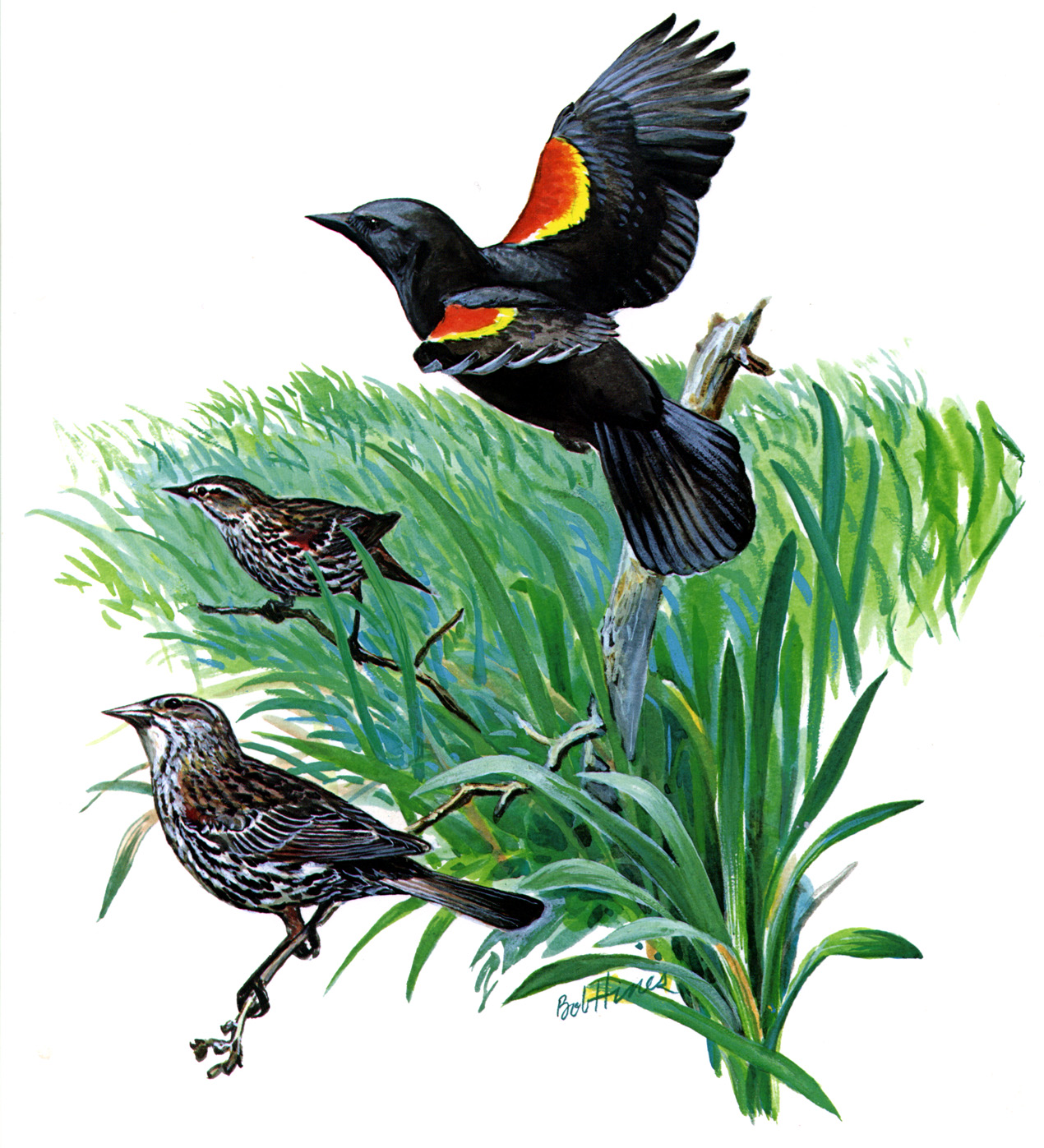
Un couple.
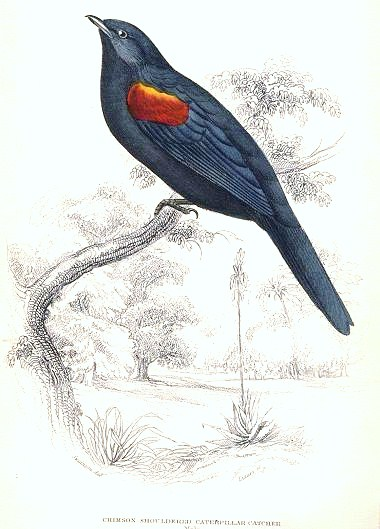
♂
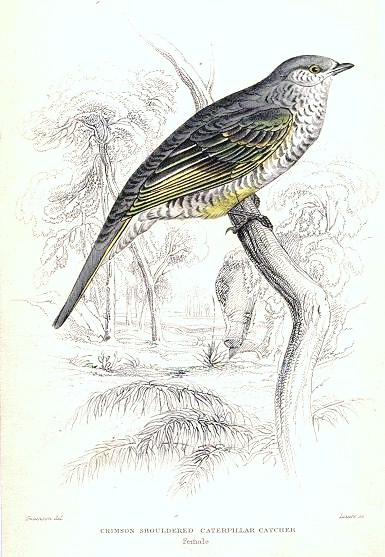
♀